# Хаммонд, Алека
Алека Хаммонд (гренл. Aleqa Hammond; род. 23 сентября 1965, Нарсак, Гренландия, Дания) — гренландский политический и государственный деятель. Лидер социал-демократической партии «Сиумут» с июня 2025 года и в 2009—2014 годах. В прошлом — премьер-министр Гренландии (2013—2014), первая женщина на посту, депутат фолькетинга (2015—2019).

## Биография
Алека Хаммонд родилась 23 сентября 1965 года в городе Нарсак, выросла в городе Уумманнак. Её отец Пиитаарак Йохансен погиб на охоте, провалившись под лёд, когда Хаммонд было 7 лет.
Училась в Нунавутском арктическом колледже в 1989—1991 годах и в Гренландском университете в Нууке в 1991—1993 годах.
С 1993 по 2005 годы работала в туристической индустрии Гренландии на различных должностях.
Впервые была избрана в Парламент Гренландии в ноябре 2005 года, и была назначена министром семьи и юстиции Гренландии. В 2007 году стала министром финансов и иностранных дел Гренландии, но в 2008 году вышла в отставку в знак протеста против бюджетного дефицита правительства.
После поражения партии «Сиумут» на выборах 2009 года заменила Ханса Эноксена на посту руководителя партии. В марте 2013 года её партия победила на выборах, получив 14 из 31 места парламента Гренландии и Алека Хаммонд стала первой женщиной премьер-министром Гренландии.
1 октября 2014 года подала в отставку в связи со скандалом по расходам. Её преемником на посту премьер-министра и лидера партии стал Ким Кильсен. 
По результатам парламентских выборов в Дании 2015 года избрана депутатом Фолькетинга. В августе 2016 года газета Ekstra Bladet опубликовала расследование, что она использовала кредитную карту фолькетинга для частных покупок в июне и июле. Исполнительный комитет «Сиумута» предъявил ультиматум, потребовав от Алеки покинуть фолькетинг. Исполнительный комитет решил, что если Алека продолжит работу в фолькетинге, она будет исключена из партии. Алека выбрала второй вариант.
После исключения из «Сиумута» была независимым депутатом. 25 апреля 2018 года присоединилась к парламентской группе «Нунатта Киторнаи», в которой оставалась до окончания срока полномочий 5 июня 2019 года.
На парламентских выборах в Гренландии 2021 года баллотировалась от «Нунатта Киторнаи».
В октябре 2021 года восстановлена в партии «Сиумут».
29 июня 2025 года на внеочередном съезде партии «Сиумут» избрана председателем, получив 23 голоса делегатов, её конкурентка Вивиан Мотсфельдт получила 19 голосов, 2 делегата воздержались.

## Семья
Хаммонд замужем за Георгом Ниегаардом, супруги имеют приёмного сына.